# GenBank

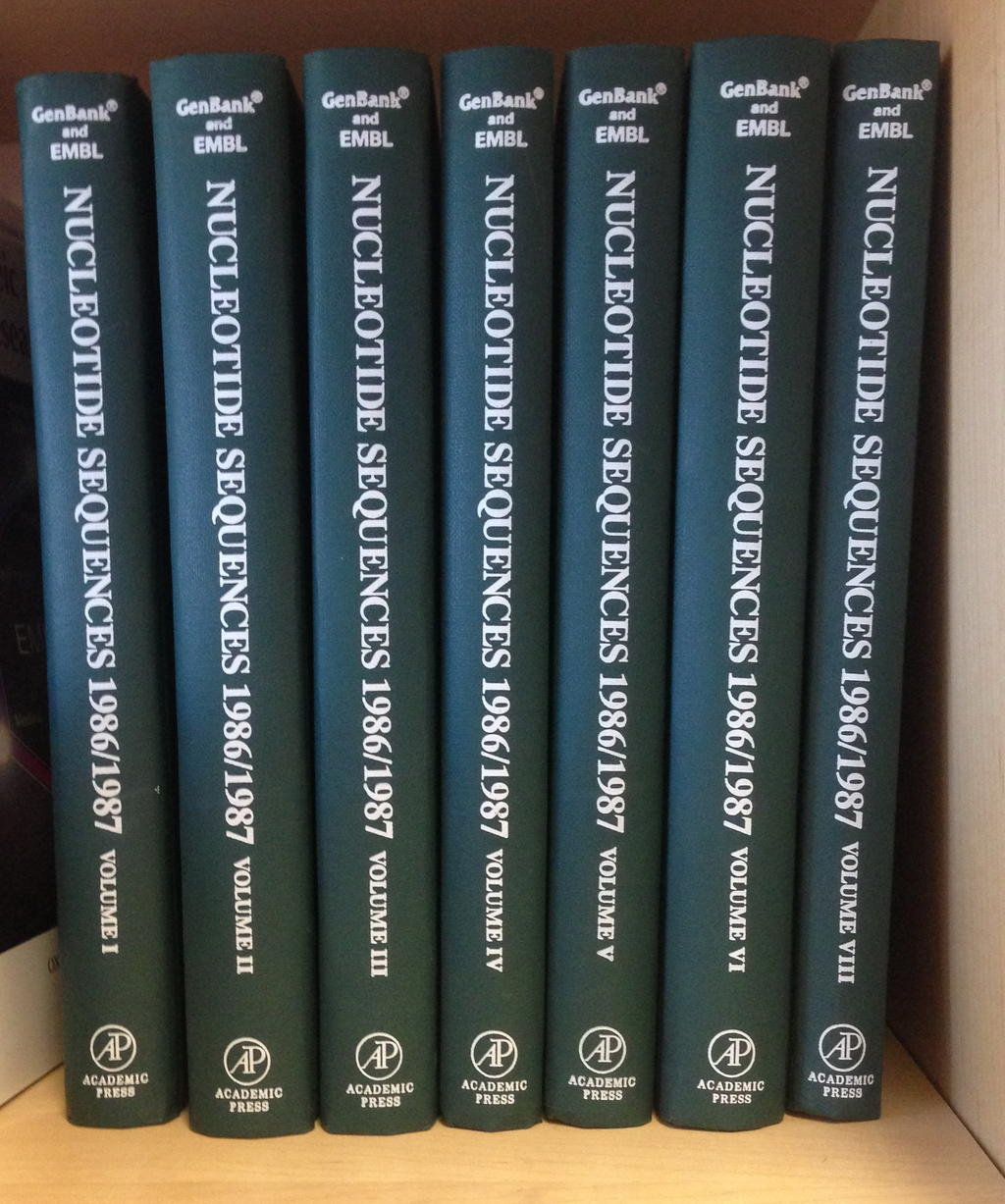
Genbank and EMBL: NucleotideSequences 1986/1987 I권 ~ VII권.

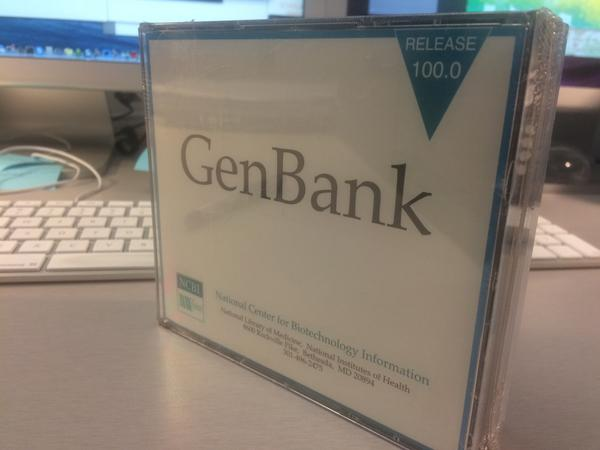
GenBank v100 CD-ROM

GenBank는 미국 국립생물공학정보센터 (NCBI)가 서비스하는 염기서열 데이터를 축적 및 제공하는 세계적인 공공의 염기서열 데이터베이스이다.
데이터베이스는 월터 고드와 로스앨러모스 국립 연구소에 의해 1982년에 시작되었다. GenBank는 생물학 분야의 연구를 위한 중요한 데이터베이스가 되었으며 최근 약 18개월마다 두 배씩 증가하여 기하 급수적으로 성장했다.